# Quinto Vercellese
Quinto Vercellese là một đô thị ở tỉnh Vercelli trong vùng Piedmont thuộc Ý, có cự ly khoảng 60 km về phía đông bắc của Torino và khoảng 8 km về phía tây bắc của Vercelli. Tại thời điểm ngày 31 tháng 12 năm 2004, đô thị này có dân số 438 người và diện tích là 11,1 km².
Quinto Vercellese giáp các đô thị: Caresanablot, Collobiano, Olcenengo, và Oldenico.